# Crionica diversipennis
Crionica diversipennis är en fjärilsart som beskrevs av M.Gaede 1939. Crionica diversipennis ingår i släktet Crionica och familjen nattflyn. Inga underarter finns listade i Catalogue of Life.